# لوان ایزوریا
لوان ایزوریا (به گرجی: ლევან იზორია)،(زاده ۵ فوریه ۱۹۷۴) یک سیاستمدار گرجی است که از ۸ سپتامبر ۲۰۱۹ تا ۲۷ ژانویه ۲۰۲۰ به عنوان دبیر شورای امنیت ملی گرجستان مشغول خدمت بود. وی علاوه بر گرجی به زبان های انگلیسی ، آلمانی و روسی مسلط است.

## تحصیلات و سال های اولیه
ایزوریا در ۵ فوریه ۱۹۷۴ در گرجستان متولد شد. او در سال ۱۹۹۶ از دانشکده حقوق دانشگاه دولتی تفلیس فارغ التحصیل شد و سپس بین سال های ۱۹۹۸ و ۱۹۹۹ مدرک کارشناسی ارشد خود را در دانشکده حقوق دانشگاه گوتینگن آلمان تکمیل کرد.وی در همان دانشگاه آلمانی پی اچ دی خود را در رشته حقوق اخذ کرد.در دانشگاه دولتی تفلیس بین سال های ۱۹۹۲ تا ۱۹۹۵ رئیس شورای علمی دانش آموزان دانشکده حقوق و بین ۱۹۹۵ و ۱۹۹۸ مدرس گروه قانون اساسی و نظریه حقوق دانشکده حقوق بود.بین ۱۹۹۹ تا ۲۰۰۲ به عنوان معاون مدیر موسسه ایالتی آموزشی و علوم سیاسی گوتینگن در آلمان خدمت کرد.